# كين كارل
كين كارل (بالإنجليزية: Ken Carl)‏ هو مصور أمريكي، ولد في 4 أبريل 1956.